# Teucrium micropodioides
Teucrium micropodioides — вид рослин з родини глухокропивові (Lamiaceae), ендемік Кіпру.

## Поширення
Ендемік Кіпру.